# Nave San Rocco
Nave San Rocco – miejscowość i gmina we Włoszech, w regionie Trydent-Górna Adyga, w prowincji Trydent.
Według danych na rok 2004 gminę zamieszkiwało 1208 osób, 302 os./km².